# Prva makedonska fudbalska liga 2014-2015
La Prva makedonska fudbalska liga 2014-2015 è stata la 23ª stagione del massimo campionato macedone di calcio. Il torneo è iniziato il 2 agosto 2014 ed è terminato il 27 maggio 2015. Il titolo nazionale è stato vinto dal Vardar.

## Regolamento
Le quattro squadre retrocesse l'anno precedente vengono rimpiazzate solo da due promozioni, il che comporta il passaggio da 12 squadre a 10. Cambia anche il formato della competizione: le squadre si affrontano in un girone di andata e ritorno, dopo di che le prime sei sono ammesse alla poule scudetto per decidere la squadra campione di Macedonia, ammessa al secondo turno di qualificazione della UEFA Champions League 2015-2016, e la seconda e la terza classificata che si qualificano al primo turno di qualificazione della UEFA Europa League 2015-2016.

Le ultime quattro classificate si affrontano poi in una poule retrocessione. Le ultime due retrocedono in Vtora Liga.

## Squadre partecipanti
| Squadra         | Città     | Classifica 2013-2014   |
| --------------- | --------- | ---------------------- |
| Bregalnica Štip | Štip      | 7º posto               |
| Metalurg Skopje | Skopje    | 3º posto               |
| Pelister        | Bitola    | 6º posto               |
| Rabotnički      | Skopje    | Campione               |
| Renova          | Džepčište | 8º posto               |
| Sileks Kratovo  | Kratovo   | 1º posto in Vtora Liga |
| Škendija        | Tetovo    | 4º posto               |
| Teteks          | Tetovo    | 2º posto in Vtora Liga |
| Turnovo         | Turnovo   | 2º posto               |
| Vardar          | Skopje    | 5º posto               |

## Classifica
|  | Pos. | Squadra         | Pt | G  | V  | N  | P  | GF | GS | DR  |
|  | ---- | --------------- | -- | -- | -- | -- | -- | -- | -- | --- |
|  | 1.   | Vardar          | 61 | 27 | 18 | 7  | 2  | 46 | 15 | +32 |
|  | 2.   | Rabotnički      | 55 | 27 | 17 | 4  | 6  | 43 | 23 | +20 |
|  | 3.   | Škendija        | 47 | 27 | 14 | 5  | 8  | 49 | 27 | +22 |
|  | 4.   | Renova          | 44 | 27 | 12 | 8  | 7  | 34 | 27 | +7  |
|  | 5.   | Sileks Kratovo  | 34 | 27 | 8  | 10 | 9  | 26 | 34 | -8  |
|  | 6.   | Metalurg Skopje | 33 | 27 | 8  | 9  | 10 | 29 | 31 | -2  |
|  | 7.   | Bregalnica Štip | 30 | 27 | 7  | 9  | 11 | 22 | 26 | -4  |
|  | 8.   | Turnovo         | 30 | 27 | 7  | 9  | 11 | 22 | 30 | -8  |
|  | 9.   | Pelister        | 23 | 27 | 5  | 8  | 14 | 16 | 28 | -12 |
|  | 10.  | Teteks          | 11 | 27 | 2  | 5  | 20 | 17 | 62 | -45 |

Legenda:

      Ammessa alla poule scudetto

      Ammesse alla poule retrocessione

## Risultati
|                 | Bre     | Met     | Pel     | Rab     | Ren     | Sil     | Ške     | Tet     | Tur     | Var     |
| --------------- | ------- | ------- | ------- | ------- | ------- | ------- | ------- | ------- | ------- | ------- |
| Bregalnica Štip | ––––    | 0-1     | 0-0 1-0 | 1-2     | 2-0     | 1-1 2-0 | 1-3 0-0 | 4-1     | 1-1     | 1-2 0-0 |
| Metalurg Skopje | 1-0 0-0 | ––––    | 0-0 3-1 | 1-2     | 3-0     | 1-1     | 1-1     | 0-2 0-0 | 2-0 0-0 | 1-4     |
| Pelister        | 0-1     | 0-1     | ––––    | 1-0 1-3 | 0-1 1-1 | 0-1     | 0-0     | 3-0 3-1 | 0-0 0-1 | 0-1     |
| Rabotnički      | 4-0 0-0 | 0-3 3-3 | 1-0     | ––––    | 3-0     | 0-0 2-0 | 3-2 1-0 | 3-1     | 1-0 2-0 | 0-2     |
| Renova          | 2-1     | 3-1 2-0 | 0-2     | 2-1 2-0 | ––––    | 2-2 1-1 | 1-0     | 0-0     | 2-3 1-1 | 3-0     |
| Sileks Kratovo  | 1-1     | 2-1 1-1 | 1-1 1-0 | 0-2     | 1-0     | ––––    | 0-1 0-3 | 3-1     | 2-0     | 0-3 0-2 |
| Škendija        | 2-1     | 2-1 2-2 | 5-0 2-0 | 1-3     | 1-1 0-1 | 3-0     | ––––    | 5-0 0-1 | 5-2     | 1-2 3-2 |
| Teteks          | 0-1 0-0 | 0-1     | 1-1     | 1-5 1-2 | 0-4 1-2 | 1-3     | 1-2     | ––––    | 0-3 1-3 | 2-2     |
| Turnovo         | 2-1 0-1 | 1-0     | 0-1     | 0-1     | 0-0     | 1-1     | 0-1 0-4 | 2-0     | ––––    | 0-0 0-2 |
| Vardar          | 1-0     | 3-1 2-1 | 2-0 0-1 | 0-0 2-0 | 1-1 1-0 | 2-0     | 3-0     | 5-0 2-0 | 0-0     | ––––    |

## Poule scudetto

### Classifica
|                               | Pos. | Squadra         | Pt | G  | V  | N  | P  | GF | GS | DR  |
| ----------------------------- | ---- | --------------- | -- | -- | -- | -- | -- | -- | -- | --- |
| Macedonia del Nord (bandiera) | 1.   | Vardar          | 69 | 32 | 20 | 9  | 3  | 56 | 21 | +35 |
|                               | 2.   | Rabotnički      | 66 | 32 | 20 | 6  | 6  | 55 | 30 | +25 |
|                               | 3.   | Škendija        | 59 | 32 | 18 | 5  | 9  | 58 | 31 | +27 |
|                               | 4.   | Renova          | 48 | 32 | 13 | 9  | 10 | 41 | 39 | +2  |
|                               | 5.   | Sileks Kratovo  | 41 | 32 | 10 | 11 | 11 | 33 | 42 | -9  |
|                               | 6.   | Metalurg Skopje | 33 | 32 | 8  | 9  | 15 | 33 | 43 | -10 |

Legenda:

      Campione di Macedonia e ammessa alla UEFA Champions League 2015-2016

      Ammesse alla UEFA Europa League 2015-2016

Note:

Tre punti a vittoria, uno a pareggio, zero a sconfitta.

### Risultati
|                 | Met  | Rab  | Ren  | Sil  | Ške  | Var  |
| --------------- | ---- | ---- | ---- | ---- | ---- | ---- |
| Metalurg Skopje | –––– |      | 1-2  | 1-3  |      |      |
| Rabotnički      | 2-0  | –––– |      | 3-1  | 2-1  |      |
| Renova          |      | 3-3  | –––– | 0-1  |      |      |
| Sileks Kratovo  |      |      |      | –––– | 0-2  | 2-2  |
| Škendija        | 2-1  |      | 3-1  |      | –––– | 1-0  |
| Vardar          | 2-0  | 2-2  | 4-1  |      |      | –––– |

## Poule retrocessione

### Classifica
|  | Pos. | Squadra         | Pt | G  | V  | N | P  | GF | GS | DR  |
|  | ---- | --------------- | -- | -- | -- | - | -- | -- | -- | --- |
|  | 1.   | Bregalnica Štip | 48 | 33 | 13 | 9 | 11 | 33 | 27 | +6  |
|  | 2.   | Turnovo         | 36 | 33 | 9  | 9 | 15 | 27 | 37 | -10 |
|  | 3.   | Pelister        | 30 | 33 | 7  | 9 | 17 | 21 | 35 | -14 |
|  | 4.   | Teteks          | 15 | 33 | 3  | 6 | 24 | 22 | 73 | -51 |

Legenda:

      Retrocesse in Vtoria Liga 2015-2016
Note:

Tre punti a vittoria, uno a pareggio, zero a sconfitta.

### Risultati
|                 | Bre  | Pel  | Tet  | Tur  |
| --------------- | ---- | ---- | ---- | ---- |
| Bregalnica Štip | –––– | 2-0  | 1-0  | 2-1  |
| Pelister        | 0-1  | –––– | 2-2  | 0-2  |
| Teteks          | 0-4  | 0-2  | –––– | 3-0  |
| Turnovo         | 0-1  | 0-1  | 2-0  | –––– |

### Spareggio promozione/retrocessione
L'andata si è giocata il 3 giugno, il ritorno il 7 giugno.
| Squadra 1 | Totale | Squadra 2 | Andata | Ritorno |
| --------- | ------ | --------- | ------ | ------- |
| Turnovo   | 3 – 1  | Gostivar  | 1 - 1  | 2 - 0   |

- Il Turnovo ottiene la permanenza in Prva Liga.

## Verdetti
- Campione di Macedonia:  Vardar
- In UEFA Champions League 2015-2016:  Vardar
- In UEFA Europa League 2015-2016:  Rabotnički,  Škendija e  Renova
- Retrocesse in Vtora Liga:  Teteks e  Pelister